# Мунасыпов, Минигаффан Хайруллович
Миннигаффан Хайруллович Мунасыпов (1 декабря 1929 года, д. Буриказганово, СССР — 21 октября 1997 года, г. Ишимбай, Республика Башкортостан) — советский нефтяник-буровик.
Разработал и внедрил новые технологии при бурении сверхглубоких скважин на площадях с аномально высокими пластовыми давлениями. При его участии внедрено бурение скважин алмазными долотами, бурение скважин большого диаметра реактивно-турбинными бурами, крепление сверхглубоких скважин секциями обсадных труб.

## Образование
Окончил Уфимский нефтяной институт (1954), горный инженер.

## Трудовая деятельность
В 1954—1966 гг. — мастер, старший инженер, начальник участка, начальник производственного отдела Исянгуловской конторы бурения, начальник отдела Ишимбайской конторы бурения; в 1966—1972 гг. — начальник Башюгнефтеразведки; с 1972 г. — главный инженер, начальник Ишимбайского УБР.

## Память
Улица Мунасыпова в г. Ишимбай.

## Награды и звания
- Орден «Знак Почёта» (1971),
- Орден Трудового Красного Знамени (1977),
- Заслуженный нефтяник БАССР (1979),
- Почётный нефтяник БАССР (1980),
- Медали.